# Partido de Pergamino
Partido de Pergamino är en kommun i Argentina.   Den ligger i provinsen Buenos Aires, i den centrala delen av landet, 230 km väster om huvudstaden Buenos Aires. Antalet invånare är 99 193.
Trakten runt Partido de Pergamino består till största delen av jordbruksmark. Runt Partido de Pergamino är det ganska glesbefolkat, med 34 invånare per kvadratkilometer.